# Daler Kuziajew
Daler Adjamowicz Kuziajew (ros. Далер Адьямович Кузяев; tat. Дәлир Әдһәм улы Хуҗаев; ur. 15 stycznia 1993 w Nabierieżnych Czełnach) – rosyjski piłkarz występujący na pozycji pomocnika we francuskim klubie Le Havre AC oraz w reprezentacji Rosji. W swojej karierze grał także w takich zespołach jak Karielija Pietrozawodsk, Nieftiechimik Niżniekamsk oraz Terek Grozny.